# Keprnická hornatina
Keprnická hornatina je geomorfologický podcelek, tvořící severozápadní část celku Hrubý Jeseník. Nejvyšším bodem je Keprník (1423 m).

## Poloha
Keprnická hornatina tvoří severozápadní část Hrubého Jeseníku. Od sousední Pradědské hornatiny je na jihovýchodě oddělena Červenohorským sedlem (1013 m), od Rychlebských hor na severozápadě Ramzovským sedlem (760 m).
Rozdělení Keprnické hornatiny a její zařazení do geomorfologického členění celého Hrubého Jeseníku zobrazuje následující tabulka:
| Geomorfologické členění Hrubého Jeseníku                                             | Geomorfologické členění Hrubého Jeseníku | Geomorfologické členění Hrubého Jeseníku                                     |
| ------------------------------------------------------------------------------------ | ---------------------------------------- | ---------------------------------------------------------------------------- |
| ČESKÁ VYSOČINA • Krkonošsko-jesenická subprovincie • Jesenická oblast                |                                          |                                                                              |
| KEPRNICKÁ HORNATINA                                                                  | Šerácká hornatina                        | nečlení se (Keprník, 1423 m)                                                 |
| KEPRNICKÁ HORNATINA                                                                  | Přemyslovská hornatina                   | Černostráňský hřbet (Černá stráň, 1237 m) Ucháčská hornatina (Ucháč, 1009 m) |
| MEDVĚDSKÁ HORNATINA                                                                  | Hornoopavská hornatina                   | nečlení se (Medvědí vrch, 1216 m)                                            |
| MEDVĚDSKÁ HORNATINA                                                                  | Vrbenská vrchovina                       | Žárový hřbet (Žárový vrch 1101 m) Vysokohorský hřbet (Vysoká hora, 1031 m)   |
| PRADĚDSKÁ HORNATINA                                                                  | Pradědský hřbet                          | nečlení se (Praděd, 1491 m)                                                  |
| PRADĚDSKÁ HORNATINA                                                                  | Vysokoholský hřbet                       | nečlení se (Vysoká hole, 1465 m)                                             |
| PRADĚDSKÁ HORNATINA                                                                  | Desenská hornatina                       | nečlení se (Dlouhé stráně, 1354 m)                                           |
| PRADĚDSKÁ HORNATINA                                                                  | Karlovská vrchovina                      | nečlení se (Ostružná, 1184 m)                                                |
| PROVINCIE • Subprovincie • Oblast / Celek / PODCELEK • Okrsek • Podokrsek • (vrchol) |                                          |                                                                              |

## Horopis
Hlavní vrcholy leží v hřebeni, od severu je to Šerák (1351 m), Keprník (1423 m) a Červená hora (1333 m), k jihozápadu vybíhá rozsocha Vozky (1377 m) a Černé stráně (1237 m). V hornatině je evidováno dalších 7 hlavních vrcholů, přesahujících 1000 m n. m.